# Slovenske železnice

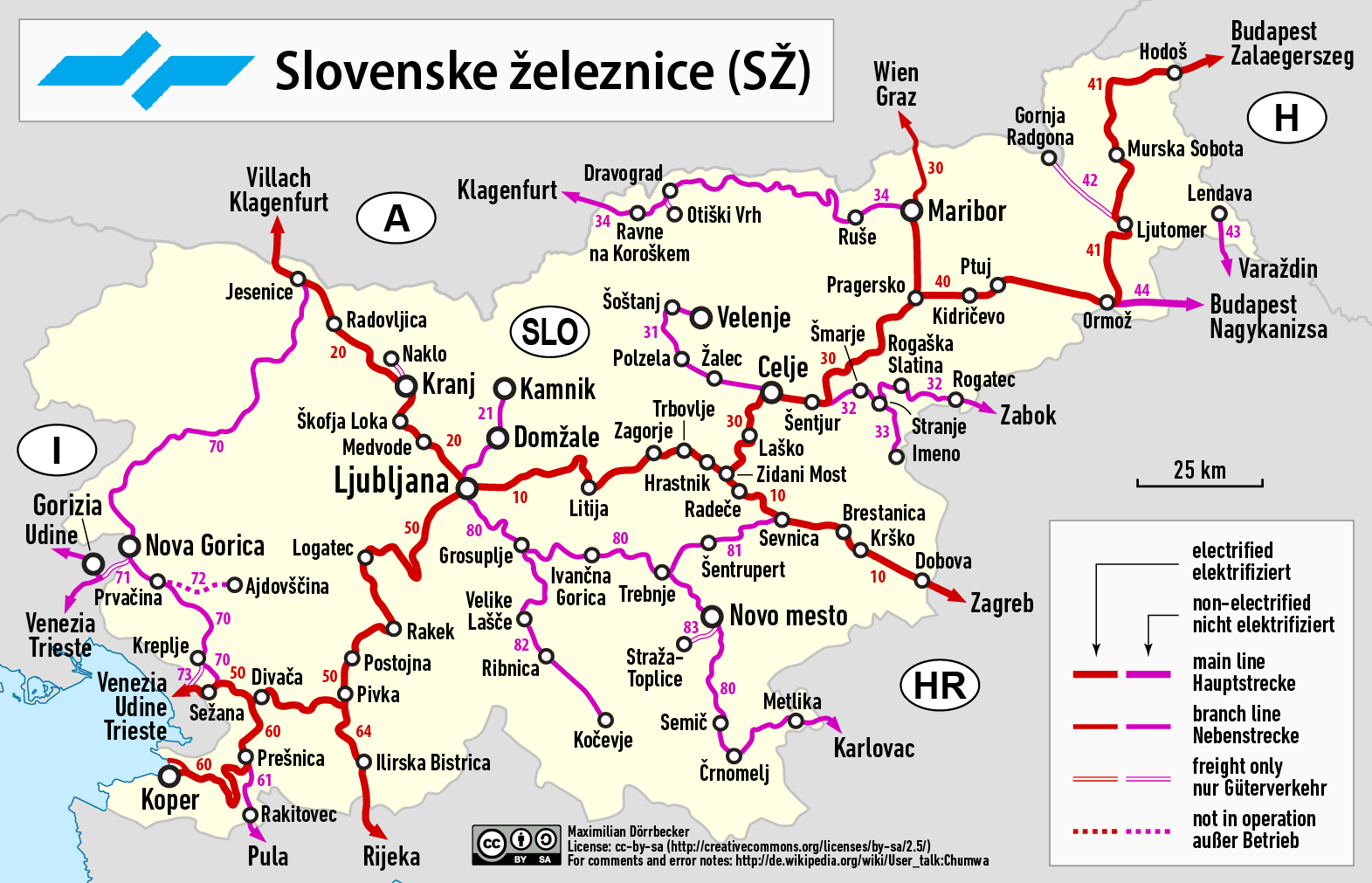

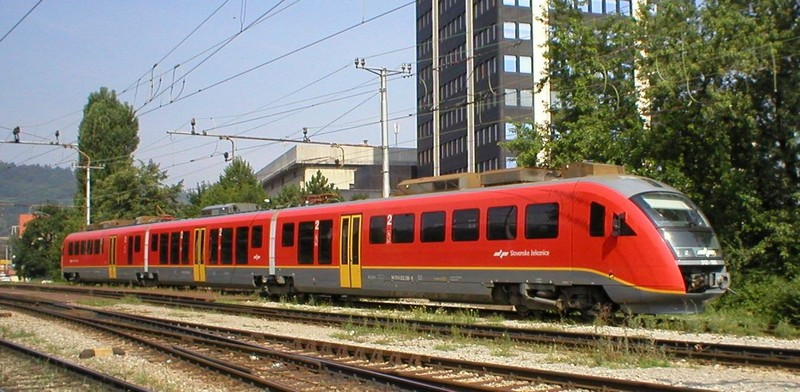
Elektrická jednotka řady 312 SŽ

Slovenske železnice, d.o.o. (VKM: SŽ) (česky Slovinské železnice) je slovinská (do roku 2011 unitární) železniční společnost ve vlastnictví státu. Společnost vznikla v roce 1991 oddělením od státních železnic Jugoslávie (Jugoslovenske železnice). Sídlo SŽ je v Lublani.
Před převzetím provozování dráhy společností SŽ-Infrastruktura, ke kterému došlo v roce 2011, SŽ spravovala železniční síť o délce 1228,1 km, z toho 330,4 km tratí bylo dvoukolejných, zbývající tratě byly jednokolejné. 502,8 km tratí bylo elektrizovaných stejnosměrnou napájecí soustavou 3 kV. Na území Slovinska zasahovaly i další soustavy, z Rakouska 15 kV 16,7 Hz do stanice Jesenice a z Chorvatska 25 kV 50 Hz do stanice Dobova.

## Zajímavosti železniční sítě
- Trať s největším sklonem: Prvačina – Štanjel 26,7 promile
- Nejdelší úsek přímé koleje: Ruše – Fala délky 6.500 m na trati Maribor – Prevalje
- Nejdelší úsek trati na rovině: Ptuj – Velika Nedelja délky 15.810 m na trati Pragersko – Središče
- Nejvýše položená stanice: Postojna 582 m
- Nejníže položená stanice: Koper 3 m
- Nejdelší most: 575 m Novo mesto na vlečce do podniku Revoz
- Nejvyšší most: 30 m Most na Soči nad řekou Idrijicí
- Nejdelší tunel: Bohinjský tunel 6327,3 m
- Nejkratší tunel: Radovljica 25,03 m
- Nejstarší trať: Šentilj – Celje (2. červenec 1846)[4]